# Frederick DuCane Godman

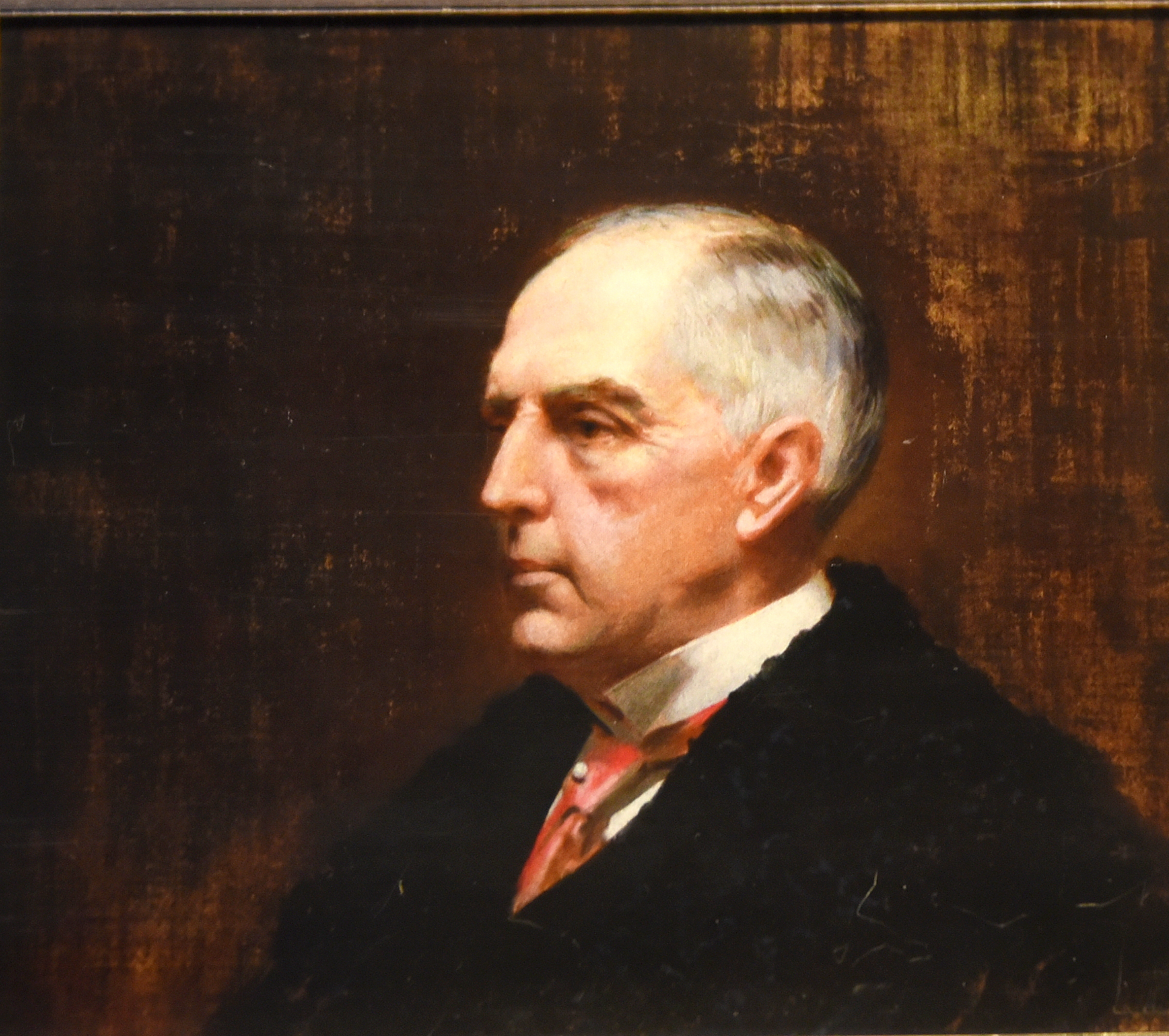
Frederick DuCane Godman, Porträt um 1909

Frederick DuCane Godman (* 15. Januar 1834 in Park Hatch, Surrey; † 19. Februar 1919 in London) war ein britischer Insekten- und Vogelkundler.

## Leben und Wirken
Godman war Mitautor an dem Werk Biologia Centrali-Americana (1879–1915). Sein Werk umfasst aber auch The Natural History of the Azores (1870) und Monograph of the Petrels (1907–10).
Godman wurde am Eton College erzogen und studierte am Trinity College in  Cambridge. Dort lernte er Alfred Newton und Osbert Salvin kennen, was zur Gründung der British Ornithologists’ Union (BOU) im November 1857 führte. Godman wurde 1896 Präsident der Union.
1882 wurde er als Mitglied („Fellow“) in die Royal Society gewählt. 1918 wurde ihm die Linné-Medaille der Linnean Society of London verliehen.

## Ehrungen
Der Zoologe Oldfield Thomas benannte mehrere Tierarten nach Frederick DuCane Godman. So vergab er die Dedikationsnamen Choeroniscus godmani (1903) an eine Fledermaus, Antechinus godmani an die Queensland-Breitfußbeutelmaus sowie Petrogale godmani an das Godman-Felskänguru. Zudem wurden mehrere Vogelarten bzw. -unterarten nach Godman benannt: Euphonia godmani innerhalb der Organisten (heute Unterart des Buschorganisten (Euphonia affinis)), Basileuterus culicivorus godmani, Colinus virginianus godmani und Psittaculirostris desmarestii godmani.
Die Godman-Salvin Medal, eine wichtige Auszeichnung der British Ornithologists’ Union, ist nach ihm und Osbert Salvin benannt.

## Belege
1. ↑  „Godman“ In: Bo Beolens, Michael Grayson, Michael Watkins: The Eponym Dictionary of Mammals. Johns Hopkins University Press, 2009; S. 156–157; ISBN 978-0-8018-9304-9.
2. ↑  „ Godman“ In: Bo Beolens, Michael Watkins, Michael Grayson: The Eponym Dictionary of Birds. Bloomsbury Publishing, 2014; o. S.

| Personendaten    | Personendaten                         |
| ---------------- | ------------------------------------- |
| NAME             | Godman, Frederick DuCane              |
| KURZBESCHREIBUNG | britischer Insekten- und Vogelkundler |
| GEBURTSDATUM     | 15. Januar 1834                       |
| GEBURTSORT       | Park Hatch, Surrey                    |
| STERBEDATUM      | 19. Februar 1919                      |
| STERBEORT        | London                                |